# Stoke Ferry
Stoke Ferry est un village et une paroisse civile du comté anglais de Norfolk, située à environ 9 kilomètres au sud-est de Downham Market. Administrativement, il relève du district de King's Lynn and West Norfolk.
La paroisse civile couvre une superficie de 9,15 km² et compte une population de 896 personnes, réparties en 358 ménages d'après le recensement de 2001 au Royaume-Uni.

## Photographies de la ville
De nombreuses photos du village se trouve dans un recueil publié en 2007.